# Ínsula

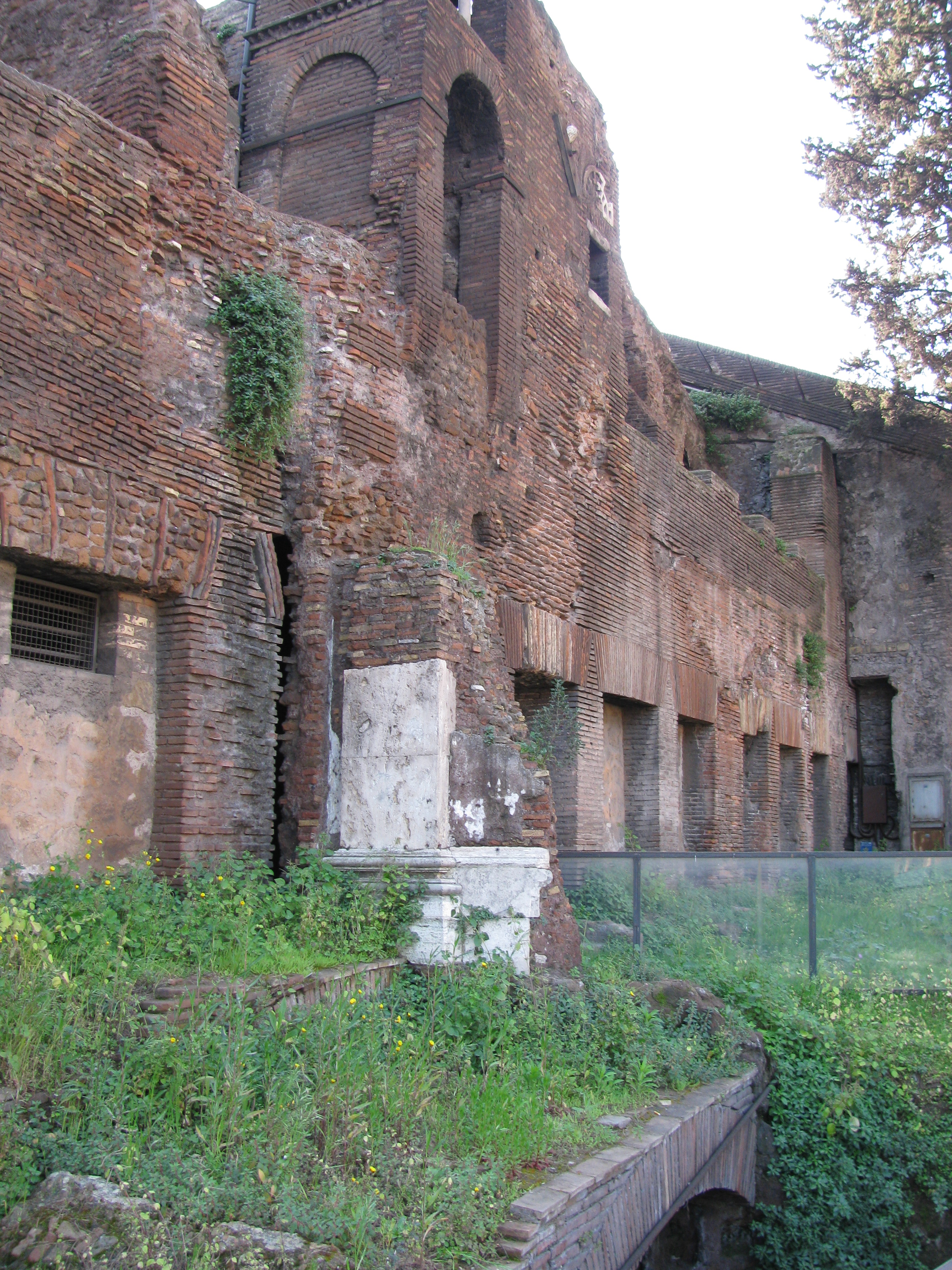
Ínsula Romana perto de Santa Maria in Aracoeli, no Monte Capitolino.

Ínsulas (em latim: insulae) eram um tipo de habitação existente na Antiga Roma. Distinguem-se das domus por serem destinadas à população mais desfavorecida. São parecidas com os prédios atuais, pois a sua disposição se verificava em andares. Eram também referidas quanto a uma classificação de planejamento urbano, sendo uma insulae o equivalente a um bloco.
Eram destinadas ao aluguel e eram bem pequenas, geralmente com apenas um quarto, que frequentemente abrigava famílias inteiras. Embora a cidade de Roma tivesse rede de esgotos, as ínsulas não tinham casas de banho (banheiros).
Em Roma, a proporção de ínsulas para domus era de quatro para um.

## Construção
Estrabão nota que as ínsulas, como os domus, possuíam água corrente e sanitização básica, mas esse tipo de alojamento era, muitas vezes, construído a custos mínimos para propósitos de especulação imobiliária, resultando numa construção de pouca qualidade. Eram construídas de madeira, tijolos de barro, e, posteriormente, cimento romano. Por sua baixa qualidade de construção e materiais, as ínsulas eram suscetíveis ao fogo e desmoronamento, assim como descrito por Juvenal, cujos escritos satirizavam tais estruturas. Dentre seus numerosos interesses comerciais, Marcus Licinius Crassus especulou no campo imobiliário de Roma, vindo a possuir várias ínsulas pela capital. Muitas vezes, quando uma ínsula, por sua má construção, desmoronava, esperava-se dos residentes a compensação para a reconstrução da estrutura; Cícero, em carta, diz à Crasso que ele poderia, facilmente, aumentar o aluguel do imóvel, mesmo em ruínas, para a construção de um novo. Os aposentos desses apartamentos eram minúsculos, principalmente nos andares mais altos. Assim, os apartamentos nos níveis mais baixos das ínsulas eram consideravelmente mais caros que os situados no topo, visto mais fácil acesso e maior tamanho.
Antes de um decreto de Augusto limitando a altura máxima das ínsulas a 20 metros, os edifícios podiam chegar a 9 andares ou mais, sem elevadores ou sistemas de encanamento. A enorme Insula Felicles ou Felicula era localizada perto do Circo Flamínio. O escritor Tertuliano condenou a ousadia da imponente estrutura ao compará-la às casas dos deuses. Numa única ínsula podia-se comumente encontrar mais de 40 pessoas em apenas 330m2 vivendo em pequenos apartamentos, de 92m2 em média.[carece de fontes?] Em Roma, há, ainda, uma ínsula que persiste desde sua construção no século II no monte Capitolino, Insula dell’Ara Coeli.

## Regulamentação e Administração
Visto os perigos de desmoronamento e fogo das ínsulas, várias regulamentações estatais foram estabelecidas. Dentre elas, as mais importantes são as feitas por Augusto  e Nero que limitaram a altura e, por conseguinte, capacidade máxima de apartamentos por ínsula:
- Augusto - Restrição de altura máxima de 70 pés romanos ou 20,7 metros;
- Nero- Restrição de altura máxima de 60 pés romanos ou 17,75 metros.

As restrições mais rigorosas, instituídas por Nero, foram uma resposta direta ao Grande Fogo de Roma. Segundo ao catálogo civil romano do século IV, aproximadamente 42.000 - 46.000 ínsulas existiam em Roma, comparado aos 1.790 domus. Nesta época, acredita-se que mais de 700.000 pessoas habitavam Roma, muitos dos quais moravam nas Insulae.

## Galeria

Imagens da '<nowiki>'Insula dell'Ara Coeli</nowiki>, em Roma.
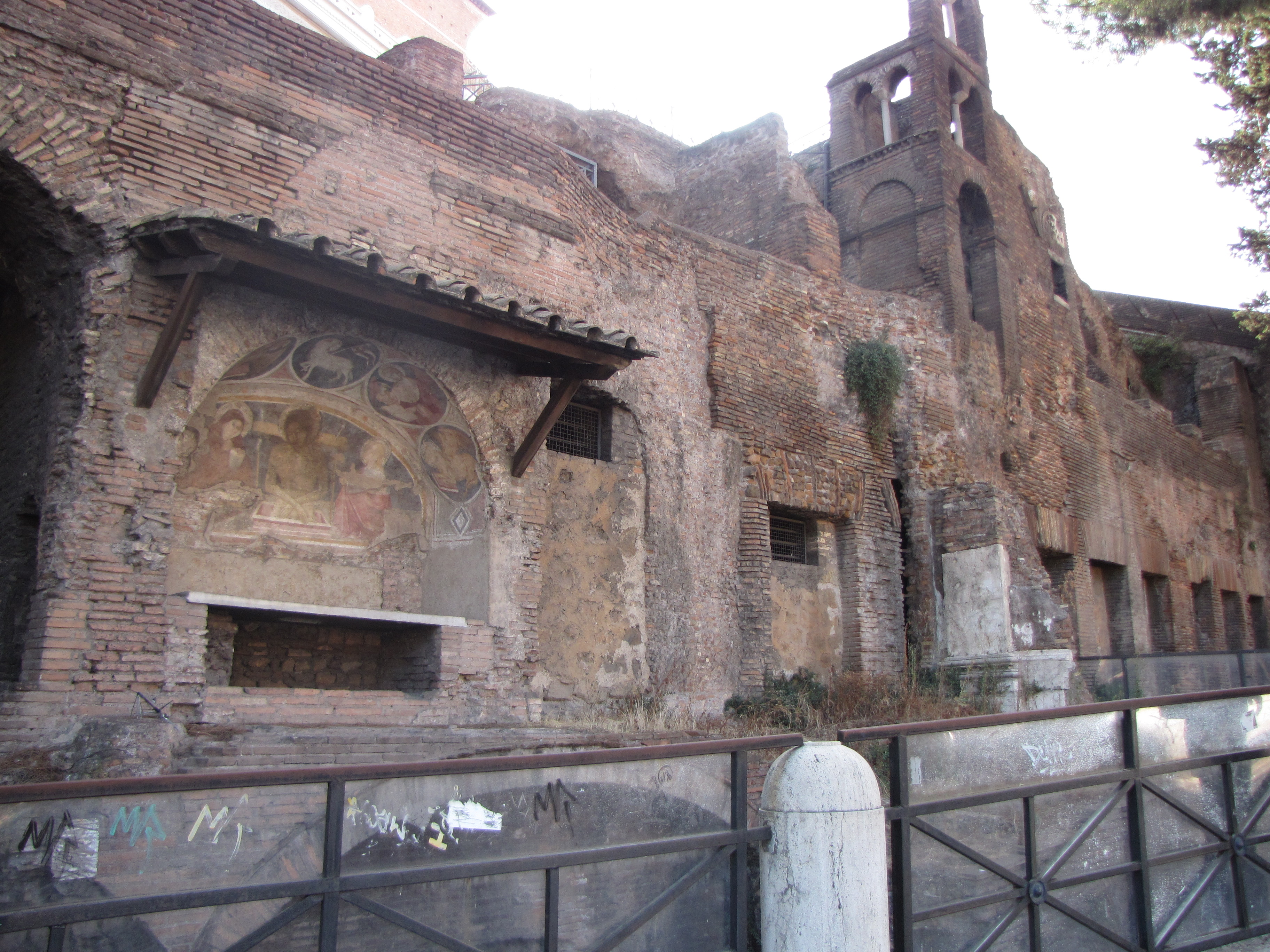
Ruínas de San Biagio de Mercato, nos andares inferiores da Insula.
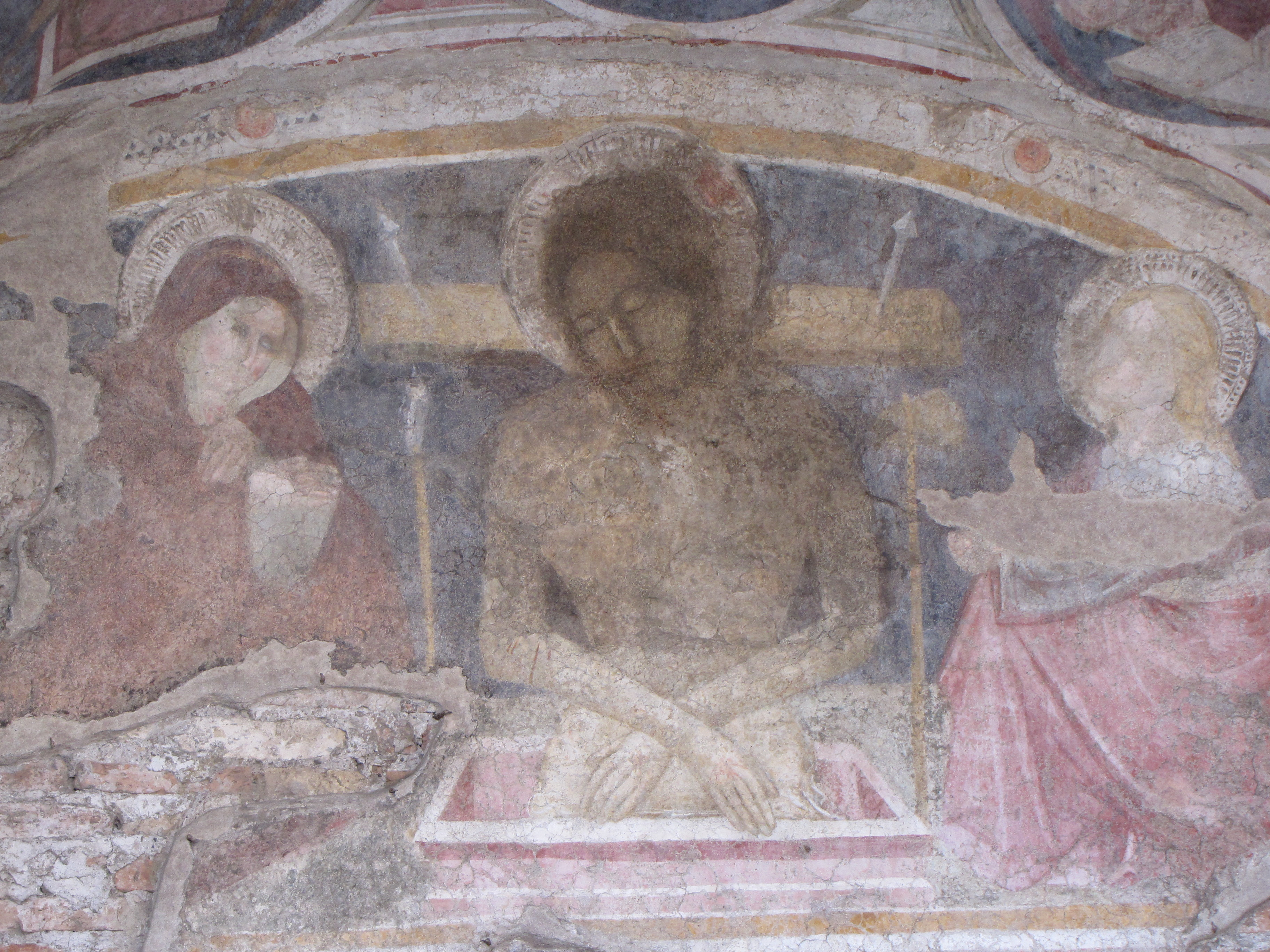
Afrescos
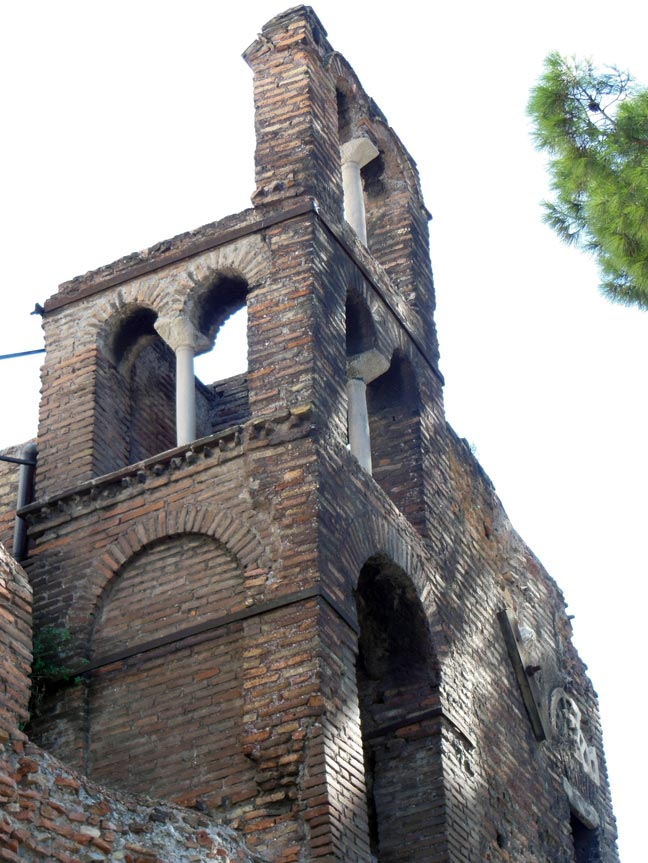
Ruína do antigo campanário.
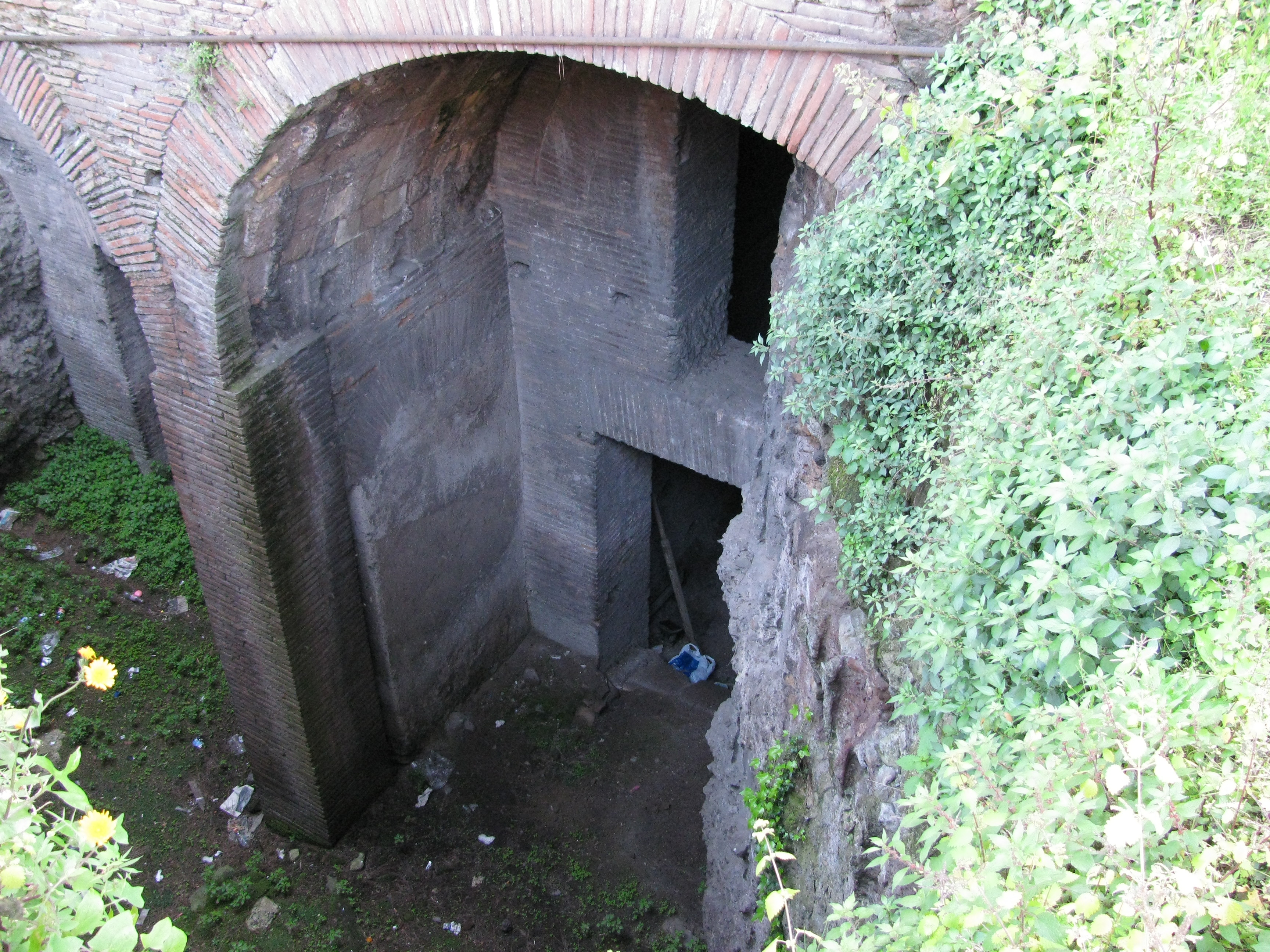
Arcadas nos andares inferiores.